# Cyclocephala pasadenae
Cyclocephala pasadenae es una especie de escarabajo del género Cyclocephala, categorizada en la tribu Cyclocephalini, de la subfamilia Dynastinae.

## Distribución
Se distribuye por América del Norte: Estados Unidos y México.

## Taxonomía
Fue descrita por Casey en 1915.
Tratamiento taxonómico
La especie aparece registrada y publicada en A review of the American species of Rutelinae, Dynastinae and Cetoniinae. Memoirs on the Coleoptera 6:1-394.